# Peroxyde de lithium
Le peroxyde de lithium est le composé chimique de formule Li2O2. C'est un solide qui se décompose vers 195 °C en oxyde de lithium Li2O et dioxygène O2 :
2 Li2O2 → 2 Li2O + O2

## Préparation
On le prépare industriellement en faisant réagir de l'hydroxyde de lithium LiOH et du peroxyde d'hydrogène H2O2 puis en déshydratant l'hydroperoxyde intermédiaire :
LiOH•H2O + H2O2 → LiOOH•H2O + H2O
2 LiOOH•H2O → Li2O2 + H2O2 + 2 H2O

## Utilisation
Le peroxyde de lithium absorbe le dioxyde de carbone mais il reste cher. Son avantage est qu'il est léger, il est donc utilisé dans les applications où le poids est un facteur important, typiquement dans l'astronautique, d'autant qu'il libère du dioxygène lorsqu'il fixe le dioxyde de carbone :
2 Li2O2 + 2 CO2 → 2 Li2CO3 + O2

## Précautions d'emploi
Le peroxyde de lithium réagit avec l'eau, les agents réducteurs, les matières organiques, les oxydes métalliques et les sels.